# Пантеон на възрожденците
Пантеонът на възрожденците е национален паметник-костница, намиращ се в град Русе.
Изграден е по проект на архитект Никола Николов и е открит на 28 февруари 1978 г. В него са погребани 39-има известни българи, сред които Любен Каравелов, Захари Стоянов, Стефан Караджа, Панайот Хитов, Баба Тонка, Никола Обретенов, Панайот Волов, Ангел Кънчев и др.
Почетени са 453 души – участници в Ботевата чета, Червеноводската въстаническа чета, Априлското въстание и опълченци, чиито имена са изписани във вътрешността. В средата под позлатения купол е горял вечен огън, който е загасен след падането на режима на Тодор Живков.
За построяването на Пантеона през 1977 г. е съборена църквата „Вси светии“ в старото русенско гробище. След широка дискусия през 2001 г. Пантеонът е „християнизиран“ с поставяне на кръст върху купола му, и е открит параклисът „Св. Паисий Хилендарски“, както и музейна експозиция.
Пантеонът е сред 100-те национални туристически обекта. Отворен е за посещение на 28 февруари 1978 г.